# متوازي وجوه
| مكعب                             | موشور مسدس [الإنجليزية]       | اثنا عشري وجوه معينية |
| اثنا عشري وجوه مُطال [الإنجليزية] | ثماني وجوه مبتور [الإنجليزية] |                       |

في الهندسة، متوازي الوجوه (بالإنجليزية: Parallelohedron) هو متعدد وجوه محدب يمكن سحبه دون الحاجة إلى الدوران لملء الفضاء الإقليدي. يؤدي هذا إلى إنشاء شهد تلتقي فيه جميع نسخ متعدد الوجوه وجهًا لوجه. هناك خمسة أنواع من متوازيات نونيات الوجوه، تعرّف عليها أول مرة يفغراف فيودوروف في عام 1885 في دراساته للأنظمة البلورية: المكعب، والموشور المسدس [الإنجليزية]، و واثنا عشري الوجوه المعينة، واثنا عشري الوجوه المُطال [الإنجليزية]، وثماني الوجوه المبتور [الإنجليزية].
كل متوازي الوجوه مركزيًّا بوجوه متناظرة، وهو ما يجعله حالة خاصة من متعددات الوجوه النطقية. كل متوازي الوجوه هو أيضًا متعدد وجوه فضائي [الإنجليزية]، وهو متعدد الوجوه يبلط الفضاء بحيث تكون جميع البلاطات متناظرة. تُشكِّل مراكز البلاطات في تبليط الفضاء بمتوازيات الوجوه شَبِيكة برافيه، ويمكن تشكيل كل شبكة برافيه بهذه الطريقة. ينتج عن ضبط أطوال الحروف المتوازية في متوازي الوجوه أو إجراء تحويل تآلفي لمتوازي الوجوه الحصول على متوازي وجوه آخر من نفس النوع التوافيقي. من الممكن اختيار هذا الضبط بحيث يكون التبليط بواسطة متوازيات الوجوه هو مخطط فورونوي لشبيكة برافيه الخاصة به، وبحيث تصبح متوازيات الوجوه الناتجة حالات خاصة من مُجاورات الوجوه [الإنجليزية].
متوازيات الوجوه ثلاثية الأبعاد تشبه متوازيات الأضلاع [الإنجليزية] الثنائية الأبعاد ومتوازيات الوجوه المرتفعة الأبعاد.